# 13.º Regimiento de Artillería de la Luftwaffe
El 13.º Regimiento de Artillería de la Luftwaffe (13. Luftwaffen-Artillerie-Regiment) fue una unidad de la Luftwaffe durante la Segunda Guerra Mundial. 

## Historia
Fue formado el 15 de noviembre de 1942 en Fallingbostel, se inició solamente con:
- I Batallón 1-3
- II Batallón 4-6

El 1 de noviembre de 1943 pasó bajo el control total del Ejército, y renombrado como el 13º Regimiento de Artillería (L), excepto del IV Batallón que se convierte en el I Batallón/54.º Regimiento Antiaéreo.

## Comandantes
- Coronel Hans Frielinghaus - (1943 - 25 de septiembre de 1943)
- Teniente coronel Walter Weise - (25 de septiembre de 1943 - 1 de noviembre de 1943)

## Orden de Batalla
Organización:
- I Batallón 1-4
- II Batallón 5-8
- III Batallón 9-11
- IV Batallón 12-15; 1.-4 Columna Ligera de Transporte

## Servicios
Bajo la 13º División de Campo de la Fuerza Aérea.